# Satoshi Motoyama
Satoshi Motoyama (本山 哲, Motoyama Satoshi) est un pilote automobile japonais né le 4 mars 1971 à Tokyo (Japon)

## Biographie

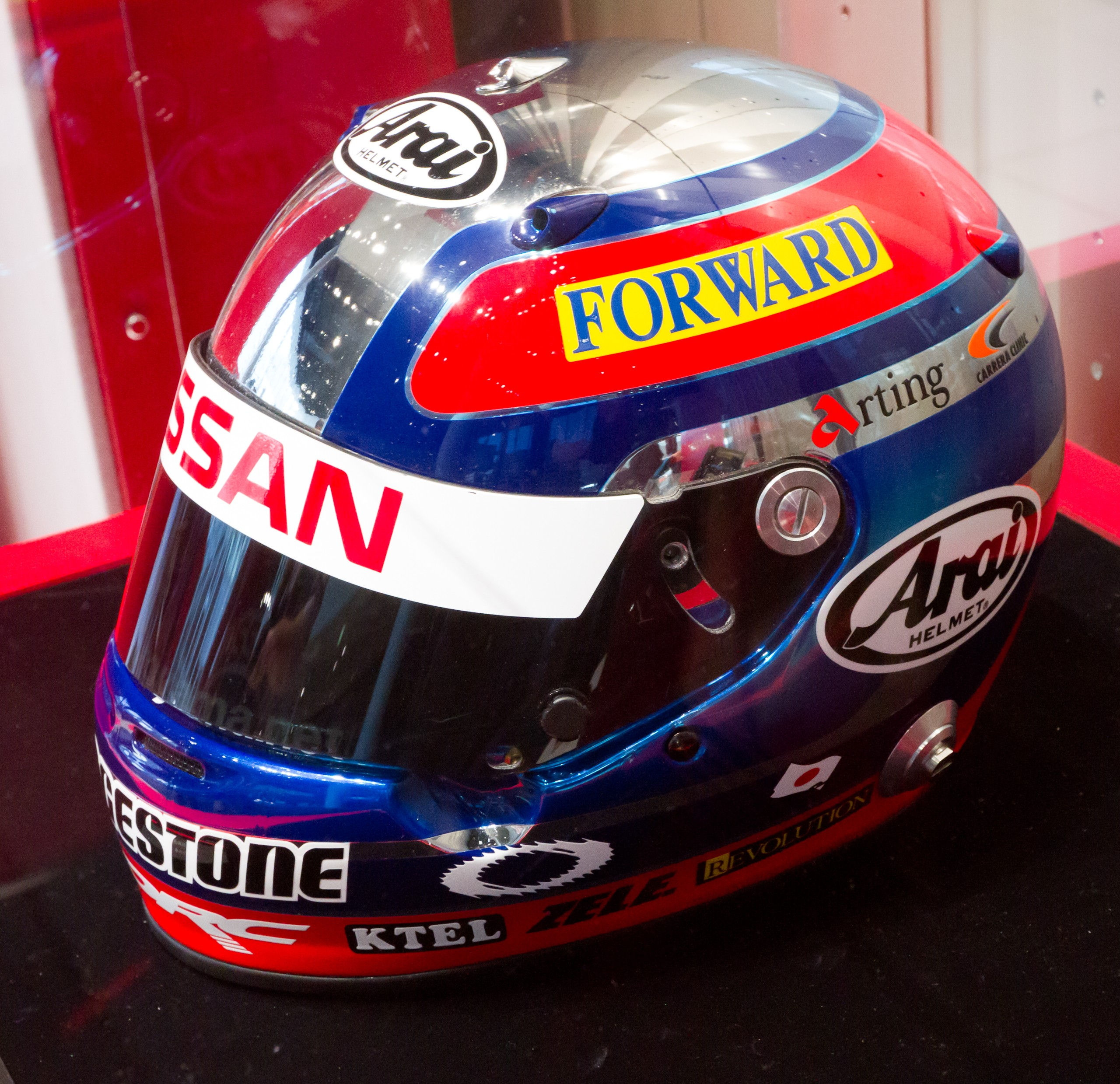
Le casque de Satoshi Motoyama

Après 5 saisons de karting, Satoshi Motoyama accède au sport automobile en 1990, par le biais du championnat du Japon de Formule 3. À partir de 1996, il passe à la Formula Nippon, discipline dont il va s'affirmer progressivement comme l'homme fort, avec quatre titres de champion. En parallèle, il dispute en tant que pilote officiel Nissan le championnat du Japon de Grand Tourisme (le JGTC, aujourd'hui appelé Super GT), avec deux titres à la clé.
En 2003, Satoshi Motoyama a connu une double expérience en Formule 1. Tout d'abord au mois d'octobre chez Jordan-Ford en tant que troisième pilote à l'occasion des essais du vendredi du GP du Japon. Puis, au mois de décembre, en récompense de sa saison parfaite au Japon (titre en Formula Nippon et en JGTC), l'écurie Renault F1 (Renault et Nissan appartiennent au même groupe) lui a permis de participer à une journée de tests sur le tracé de Jerez en Espagne.

## Palmarès
- Champion de Formula Nippon en 1998 avec le Team LeMans puis en 2001, 2003 et 2005 avec le Team Impul
- Champion de JGTC en 2003 et 2004